# Oxypoda scaeva
Oxypoda scaeva är en skalbaggsart som beskrevs av Thomas Casey 1911. Oxypoda scaeva ingår i släktet Oxypoda och familjen kortvingar. Inga underarter finns listade i Catalogue of Life.